# Wolfgang Fassler
 Wolfgang Fassler (* 9. März 1944 in Wien; † 24. Juni 1997) war ein österreichischer Opernsänger (Tenor).

## Werdegang
Fassler wurde in Wien als Sohn des Opernsängers, Komikers und Regisseurs Otto Fassler (1904–90) und der Sopranistin Hedy Fassler (1921–2012), die eine Karriere als Operettensängerin hatte, geboren.
Seine Ausbildung begann er an der Wiener Musikhochschule in den Fächern Klavier, Kontrabass und Gesang – vorerst als Bariton, später dann in Zürich durch den Pädagogen Juch zum Tenor. Hier kam er zur weiteren Ausbildung in das Opernstudio.
Sein Debüt gab er 1970 an der Wiener Kammeroper, darauf folgten 1973 Saarbrücken, 1975–77 das Landestheater Salzburg, 1977 Wuppertal und Bremen, wo er besonders als Wagner-Interpret bekannt war. 1980 gastierte er am Stadttheater von Bern als Bacchus. In den Opernhäusern in Zürich und Mannheim wurde er 1985 Ensemblemitglied, gastierte aber daneben an Bühnen in Deutschland, Italien, England, USA und Frankreich.
Er galt als vielversprechende Hoffnung im Heldentenor-Fach, konnte aber sein Engagement an der Wiener Staatsoper (Saison 1997/98) nicht mehr antreten. Auf der Autobahn Mannheim-Darmstadt in der Nähe der Ausfahrt Gernsheim verunfallte er tödlich.

## Wichtige Partien
- Ludwig van Beethoven, Fidelio, Florestan
- Alban Berg, Wozzeck, Tambourmajor
- Ferruccio Busoni, Doktor Faust, Mephisto
- Paul Hindemith, Mathis der Maler, Cardinal Albrecht von Brandenburg
- Giacomo Puccini, Tosca, Cavaradossi
- Camille Saint-Saëns, Samson et Dalila, Samson
- Johann Strauss, Der Zigeunerbaron, Sándor Barinkay
- Richard Strauss, Ariadne auf Naxos, Bacchus
- Richard Strauss, Arabella, Matteo
- Richard Wagner, Tannhäuser, Tannhäuser
- Richard Wagner, Lohengrin
- Richard Wagner, Die Meistersinger von Nürnberg, Walther von Stolzing
- Richard Wagner, Tristan und Isolde, Tristan
- Richard Wagner, Siegfried, Siegfried
- Richard Wagner, Götterdämmerung, Siegfried
- Richard Wagner, Parsifal
- Richard Wagner, Das Liebesverbot, Luzio
- Carl Maria von Weber, Der Freischütz, Max
- Kurt Weill, Aufstieg und Fall der Stadt Mahagonny, Jimmy Mahoney

## Hörbeispiele
- Die Walküre: "Siegmund heiß' ich" mit Karan Armstrong
- Götterdämmerung: "Brünnhilde! Heilige Braut!"
- Traumgörge-Symphonie mit Julia Faulkner und Gerd Albrecht
- Szenen aus Lohengrin mit Rachel Gettler

## Aufnahmen
- Richard Wagner: – Das Liebesverbot mit Sabine Hass, Pamela Coburn, Robert Schunk, Hermann Prey, Kieth Engen, Bayerisches Staatsorchester, Wolfgang Sawallisch
- Konradin Kreutzer: – Das Nachtlager in Granada, Anita Ammersfeld, Ladislav Illavský, Kurt Ruzicka, Gerd Fussi, Wolfgang Kandutsch, Arnold Schönberg Chor, Akademischer Orchesterverein, Karl Etti